# Tratado de Carse
O Tratado de Carse ou Tratado de Kars (em turco:  Kars Antlaşması, russo:  Карсский договор, tr. Karskii dogovor, em georgiano:  ყარსის ხელშეკრულება, em armênio/arménio:  Կարսի պայմանագիր, em azeri:  Qars müqaviləsi) foi um tratado que estabeleceu as fronteiras entre a Turquia e as três repúblicas transcaucásias da União Soviética, que hoje são as repúblicas independentes da Armênia, Geórgia e Azerbaijão. O tratado foi assinado na cidade de Carse em 13 de outubro de 1921.
Os signatários do Tratado de Carse incluíam representantes da Grande Assembleia Nacional da Turquia, que declararia a República da Turquia em 1923, e das Repúblicas Socialista Soviética Armênia, Azerbaijana e Georgiana com a participação da República Socialista Federativa Soviética Russa. Os últimos quatro partidos se tornariam partes constituintes da União Soviética após a vitória dos bolcheviques na Guerra Civil Russa e o Tratado da União de dezembro de 1922.
O tratado foi o sucessor do Tratado de Moscou de março de 1921. A maioria dos territórios cedidos à Turquia no tratado foram adquiridos pela Rússia Imperial do Império Otomano durante a Guerra Russo-Turca de 1877-1878. A única exceção foi a região de Surmali, que fazia parte do Canato de Erevã do Irã antes de ser anexada pela Rússia no Tratado de Turcamanchai após a Guerra Russo-Persa de 1826-28.

## Signatários
O tratado foi assinado pelo Representante do Governo Provisório turco, General Kâzım Karabekir, MP e Comandante da Frente Oriental Veli Bei, MP Mouhtar Bei, e Embaixador Memduh Şevket Paxá, Embaixador da Rússia Soviética Yakov Ganetski, Ministro das Relações Exteriores da Armênia, Askanaz Mravyan e Ministro de Interior Poghos Makintsyan, Ministro de Controle de Estado do Azerbaijão soviético, Behboud Shahtahtinski, e Ministro de Assuntos Militares e Navais da Geórgia, Shalva Eliava, e Ministro de Relações Exteriores e Assuntos Financeiros, Aleksandr Svanidze.

## Termos
O Tratado de Carse reafirmou os termos do anterior Tratado de Moscou concluído em 1921 entre a Grande Assembleia Nacional da Turquia e a Rússia Soviética. Ele definiu as fronteiras entre a nova República Turca e as três repúblicas da Transcaucásia.

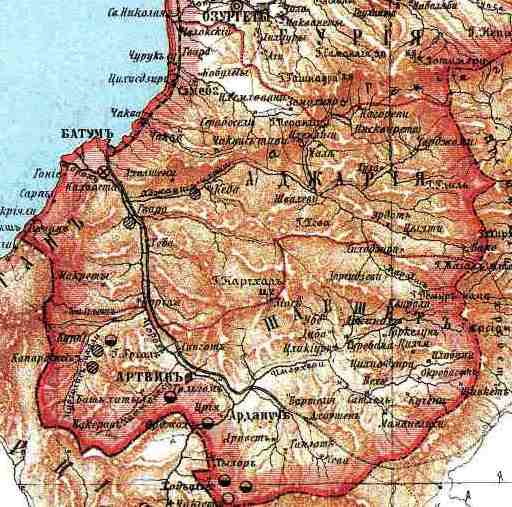
Oblast de Batum da era czarista

### Geórgia e Ajária
O tratado previa a divisão do território do antigo oblast de Batum do Império Russo. A metade sul do antigo oblast, correspondendo em grande parte ao okrug de Artvim com a cidade de Artvim, seria anexada à Turquia. A metade norte, correspondendo em grande parte ao okrug de Batum com a estratégica cidade portuária de Batum, se tornaria parte da Geórgia soviética como RASS da Ajária (agora Ajária). O tratado exigia que a região recebesse autonomia política por causa da população local em grande parte muçulmana e que implementasse "um sistema agrário em conformidade com seus próprios desejos". O estudioso do Cáucaso, Charles King, referiu-se a essa parte do tratado como uma "rara instância no direito internacional em que a estrutura administrativa interna de um país foi assegurada por um tratado com outro". Além disso, o tratado garantia "livre trânsito através do porto de Batum para mercadorias e todos os materiais destinados ou originários da Turquia, sem direitos aduaneiros e encargos, e com o direito da Turquia de utilizar o porto de Batum sem especial cobranças".

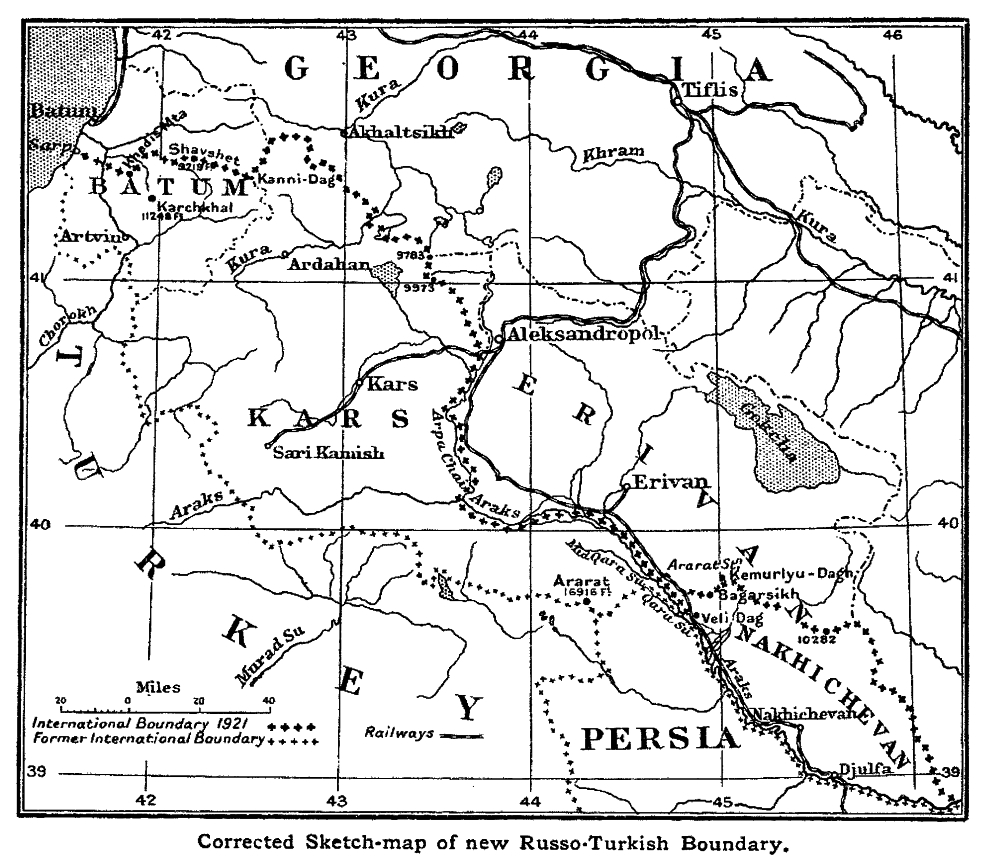
Tratado de Carse

### Fronteira armênio-turco
O tratado criou uma nova fronteira entre a Turquia e a Armênia soviética, definida pelos rios Acuriã (Barachai) e Aras. A Turquia obteve o território do antigo oblast de Carse do Império Russo, incluindo as cidades de Carse, Ardacane e Oltu, o lago Chelder e as ruínas de Ani. Da antiga gubernia de Erevã, também obteve o Surmalinski Uezd (Surmali), com o Monte Ararate, as minas de sal de Culpe (Tuzluja) e a cidade de Eder, bem como o corredor de Aras, uma estreita faixa de terra entre os rios Aras e Carasu Inferior que fazia parte do uezd de Erevã. Em troca, a Turquia concordou em ceder à Armênia soviética o distrito de Aquebaba, uma pequena área ao redor do lago Arpi habitada pelos turcos carapapaques que faziam parte do antigo oblast de Carse.
De acordo com as memórias de Simon Vratsian, o último primeiro-ministro da Primeira República Armênia, os bolcheviques tentaram renegociar o status de Ani e Culpe e mantê-los como parte da Armênia soviética. Ganetski enfatizou o "grande valor histórico e científico" de Ani para os armênios e declarou Culpe como uma "parte inseparável da Transcaucásia". No entanto, a Turquia se recusou a renegociar os termos acordados no Tratado de Moscou, para grande decepção dos soviéticos. A maioria dos territórios armênios cedidos à Turquia já estavam sob controle militar turco desde a Guerra entre a Turquia e a Armênia. O tratado exigia que as tropas turcas se retirassem de uma área que corresponde aproximadamente à metade ocidental da atual província de Xiraque da Armênia, incluindo a cidade de Aleksandropol (Gyumri).

### Azerbaijão e Naquichevão
O Artigo V do tratado estabeleceu a região de Naquichevão como um território autônomo sob a proteção do Azerbaijão. O novo território autônomo de Naquichevão compreendia o antigo uezd de Naquichevão, a parte Xarur do uezd de Xarur-Daralagez e as partes mais ao sul do uezd de Erevã da antiga gubernia de Erevã. Em 1924, a área foi oficialmente declarada como RASS de Naquichevão subordinada à RSS do Azerbaijão. A criação da nova república autônoma permitiu ao Azerbaijão compartilhar uma fronteira de 18 km com o corredor de Aras, que agora era controlado pela Turquia.

## Impacto nas relações turco-iranianas

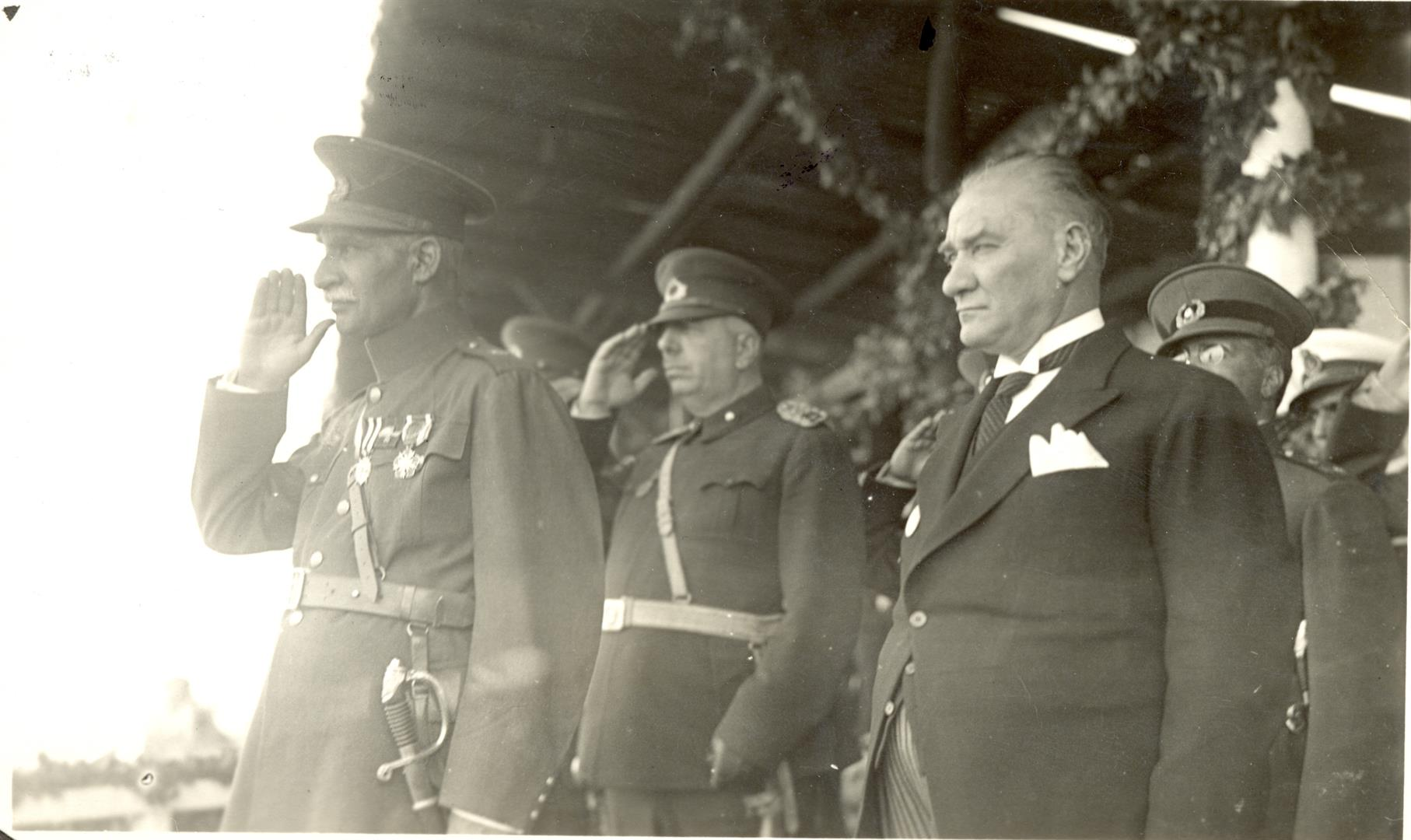
Reza Xá e Mustafa Kemal Atatürk

O tratado de Carse também impactou as relações turco-iranianas. A anexação de Surmali e do corredor de Aras deu agora à Turquia uma fronteira um pouco mais extensa com o Irã. No final da década de 1920, a rebelião de Ararate eclodiu nas proximidades do Monte Ararate. Enquanto a Turquia tentava reprimir a rebelião, os rebeldes curdos fugiram pela fronteira iraniana para o flanco oriental do Pequeno Ararate, que eles usaram "como um refúgio contra o estado em seu levante". Em resposta, a Turquia cruzou a fronteira com o Irã e ocupou a região. A área do Pequeno Ararate se tornou o assunto de discussão entre diplomatas turcos e iranianos em negociações de delineamento de fronteira. Em Teerã em 1932, o Irã concordou em ceder a área à Turquia em troca de alguns territórios mais ao sul.
No entanto, o acordo foi adiado por objeções de alguns diplomatas iranianos, que viam a área do Pequeno Ararate como estrategicamente importante e questionavam a validade do Tratado de Carse. Os diplomatas sentiram que a Turquia não tinha uma reivindicação legítima sobre o território de Surmali, que fazia parte do Irã antes de ser cedido à Rússia Imperial pelo Tratado de Turcamanchai. Além disso, como a redação do Tratado de Turcamanchai era vaga, eles defenderam a anexação de partes da área. Após uma reunião construtiva com Mustafa Kemal Atatürk em Ancara em 1934, Reza Xá, que inicialmente queria anexar o corredor de Aras, finalmente ordenou a seus diplomatas que retirassem quaisquer objeções e aceitassem os novos acordos de fronteira.

## Tentativa de anulação pela União Soviética
Após a Segunda Guerra Mundial, a União Soviética tentou anular o tratado e recuperar seu território perdido. De acordo com Nikita Khrushchov, o vice-primeiro-ministro Lavrentiy Beria incitou seu colega georgiano Joseph Stalin a agir sobre a questão, insistindo na devolução dos territórios históricos da Geórgia. Stalin acabou concordando e, em 7 de junho de 1945, o ministro das Relações Exteriores soviético, Vyacheslav Molotov, informou ao embaixador turco em Moscou que as províncias de Carse, Ardacane e Artvim deveriam ser devolvidas à União Soviética em nome do georgiano e as Repúblicas Socialistas Soviéticas Armênias. Ancara se viu em uma posição difícil, pois queria boas relações com Moscou, mas se recusou a ceder os territórios. A Turquia não estava em condições de travar uma guerra com a União Soviética, que surgira como uma superpotência após a Segunda Guerra Mundial. reivindicações territoriais soviéticas para a Turquia foram apoiadas pelo Católico Armênio George VI e por todos os matizes da diáspora Armênia, incluindo a Federação Revolucionária Armênia antissoviética. O governo soviético também encorajou os armênios no exterior a repatriar para a Armênia soviética para apoiar suas reivindicações.
Os britânicos e os americanos se opuseram às reivindicações territoriais soviéticas contra a Turquia. Quando a Guerra Fria começou, o governo americano viu as reivindicações como parte de um "impulso expansionista por um império comunista" e as viu como uma reminiscência dos projetos irredentistas nazistas sobre os região dos Sudetos na Tchecoslováquia. O Departamento de Estado dos EUA estava preocupado com a importância militar estratégica do Platô de Carse para os soviéticos. Eles concluíram que seu apoio anterior à Armênia desde o presidente Woodrow Wilson (1913-1921) havia expirado desde a perda da independência da Armênia. A União Soviética também solicitou uma revisão da Convenção de Montreux e uma base militar no Estreito da Turquia. O Departamento de Estado aconselhou o presidente dos EUA, Harry Truman, a apoiar a Turquia e se opor às demandas soviéticas, o que ele fez. A Turquia juntou-se à aliança militar antissoviética da OTAN em 1952.
Após a morte de Stalin em 1953, o governo soviético renunciou às suas reivindicações territoriais sobre a Turquia como parte de um esforço para promover relações amistosas com o país do Oriente Médio e seu parceiro de aliança, os Estados Unidos. A União Soviética continuou a honrar os termos do tratado até sua dissolução em 1991. No entanto, de acordo com Christopher J. Walker, Moscou revisitou o tratado em 1968, quando tentou negociar um ajuste de fronteira com a Turquia no qual as ruínas de Ani seriam transferidas para a Armênia soviética em troca de duas aldeias azerbaijanas na área do Monte Aquebaba. Porém, de acordo com Walker, nada resultou dessas conversas.

## História desde 1991

### Posição da Armênia
Após a dissolução da União Soviética, os governos pós-soviéticos da Rússia, Geórgia e Azerbaijão aceitaram o Tratado de Carse. A posição da Armênia é diferente por causa da ausência de relações diplomáticas entre a Turquia e a Armênia. Em dezembro de 2006, o Ministro das Relações Exteriores da Armênia, Vartan Oskanian, disse que a Armênia aceita o tratado como sucessor legal do RSS da Armênia, mas observou que a Turquia não aderiu aos termos do tratado. Especificamente, o artigo XVII do tratado exigia o "livre trânsito de pessoas e mercadorias sem qualquer obstáculo" entre os signatários e que as partes tomariam "todas as medidas necessárias para manter e desenvolver o mais rápido possível ferrovias, telegráficas e outras comunicações". No entanto, a tensão entre a Armênia e o Azerbaijão sobre Alto Carabaque fez a Turquia fechar sua fronteira terrestre com a Armênia e cortar relações diplomáticas com ela, violando assim aquele artigo. Oskanian afirmou que, com a ação, a Turquia estava colocando a validade do tratado em dúvida.

### Posição da Federação Revolucionária Armênia
O Tratado de Carse é abertamente rejeitado pela Federação Revolucionária Armênia, que condena especificamente o tratado como uma "violação grosseira do direito internacional" e argumenta que, como as três repúblicas da Transcaucásia estavam sob o controle de Moscou em 1921, seu consentimento independente era questionável. A ARF também questiona a validade do tratado com base nas autoridades das partes que o concluíram. Eles afirmam que a Grande Assembleia Nacional da Turquia não tinha autoridade legal para assinar tratados internacionais. Além disso, eles argumentam que, como a União Soviética não foi fundada até 1922, ela não era um estado reconhecido e, portanto, "não era um sujeito de direito internacional e, naturalmente, seu governo não tinha autoridade para celebrar tratados internacionais".

### Rescaldo do tiroteio do Sukhoi Su-24 em 2015
Após o abate do russo Sukhoi Su-24 na fronteira Síria-Turquia em novembro de 2015 e o aumento das tensões russo-turcas, membros do Partido Comunista da Rússia propuseram a anulação do Tratado de Moscou e, por extensão, do Tratado de Carse. Inicialmente, o Ministério das Relações Exteriores da Rússia considerou essa ação para enviar uma mensagem política ao governo do presidente turco Recep Tayyip Erdoğan. No entanto, Moscou finalmente decidiu contra isso em seu esforço para diminuir as tensões com Ancara.